# Idiellana lepida
Idiellana lepida är en nässeldjursart som beskrevs av Watson 2000. Idiellana lepida ingår i släktet Idiellana och familjen Sertulariidae. Inga underarter finns listade i Catalogue of Life.